# 812
Раннє Середньовіччя. Епоха вікінгів. Реконкіста.
У Східній Римській імперії триває правління Михаїла I Рангаве. Імператор Заходу Карл Великий править Франкським королівством. Північ Італії належить Франкському королівству, Рим і Равенна під управлінням Папи Римського, герцогства на південь від Римської області незалежні, деякі області на півночі та на півдні належать Візантії. Піренейський півострів, окрім Королівства Астурія, займає Кордовський емірат. В Англії триває період гептархії. Існують слов'янські держави: Карантанія, як васал Франкського королівства, та Перше Болгарське царство.
Аббасидський халіфат очолює аль-Амін. У Китаї править династія Тан. Велика частина Індії під контролем імперії Пала. В Японії триває період Хей'ан. Хозарський каганат підпорядкував собі кочові народи на великій степовій території між Азовським морем та Аралом. Територію на північ від Китаю займає Уйгурський каганат.
На території лісостепової України в IX столітті літописці згадують слов'янські племена білих хорватів, бужан, волинян, деревлян, дулібів, полян, сіверян, тиверців, уличів. У Північному Причорномор'ї співіснують різні кочові племена, зокрема булгари, хозари, алани, тюрки, угри, кримські готи. Херсонес Таврійський належить Візантії.

## Події
- Візантійський василевс Михаїл I Рангаве та Карл Великий підписали мирну угоду, за якою Візантія визнала Карла імператором, але отримала у своє володіння Венецію, Далмацію та Істрію. Венеція отримала дуже вигідне становище між Сходом та Заходом. Заснована Тосканська марка.
- Булгари на чолі з Крумом спустошили Фракію. Облога Дебелта.
- Аль-Мамун взяв в облогу Багдад.
- Королем Італії став Бернард, позашлюбний син Піпіна Італійського.
- Франки взяли Памплону й підкорили собі Країну Басків, але лише номінально. Засновані графство Ампур'яс та Руссільйон.
- Повстання велетів проти франків зазнало поразки.